# Сосновая Падь
Сосно́вая Падь — железнодорожная станция Владивостокского региона Дальневосточной железной дороги (Приморский край), расположенная у Государственной границы России с Китаем.
В прошлом Сосновая Падь — станция исторической Китайско-Восточной железной дороги.
Во время Приморской операции 17 октября белые части заняли станцию, с целью укрепиться и остановить продвижение красных на Владивосток, и 18 октября, согласно докладу генерала Смолина, в течение 3-х часов обороняли станцию, потеряв до 15 человек убитыми и ранеными. После того, как красной коннице удалось обойти станцию и по горным тропам выйти к Рассыпной пади, белым резервам удалось остановить продвижение конницы, но части, оборонявшие Сосновую Падь, начали отходить и к полночи белые отошли в Китай, где были разоружены.
Поскольку станция Сосновая Падь находится приблизительно в 4,9 км от китайской границы, т.е. в 5-километровой пограничной полосе, свободный доступ ограничен даже гражданам Российской Федерации (нужна командировка или погранпропуск). Население на станции отсутствует. Дежурная смена железнодорожников приезжает на работу на автомотрисе или в кабине маневрового тепловоза со станции Гродеково. Ближайший населённый пункт — пос. Пограничный Пограничного района Приморского края.
В настоящее время станция функционирует как железнодорожный разъезд и как пункт таможенного контроля прибывающих поездов.
Станция Сосновая Падь связана со российской станцией Гродеково и с китайской станцией Суйфэньхэ как русской колеёй (1520 мм), так и стандартной европейской (совмещённая четырёхниточная железнодорожная колея, 1435 мм). В 2004 была проведена реконструкция и рельсы были уложены на бетонные шпалы, после чено появилась возможность использовать трехсекционные тепловозы и перевозить поезда весом до 3200 тонн. На Российскую территорию прибывают для разгрузки китайские грузовые поезда, а российские грузовые поезда следуют на разгрузку в Суйфэньхэ. Между Суйфэньхэ и Гродеково ходит российский пассажирский поезд, в основном перевозя «челноков».